# Lewedorp
Lewedorp est un village de la commune néerlandaise de Borsele, en Zélande, aux Pays-Bas. Le village compte 1 764 habitants (2008).
Lewedorp est le village le plus récent de la commune et n'était initialement qu'un ensemble d'habitations connu sous le nom Noord-Kraayert, le hameau se trouvant dans les environs du Kraayertpolder.
Grâce à la construction en 1871 du barrage de liaison sur le Sloe, entre Walcheren et Zuid-Beveland, Lewedorp a connu une forte croissance. En 1929, il avait tellement grandi qu'on pouvait le considérer comme un village à part entière. Le conseil communal de 's-Heer Arendskerke, commune dont il dépendait à ce moment-là, décida que le nouveau village devait aussi avoir un nouveau nom : Lewedorp fut choisi, en l'honneur d'U.E. Lewe van Neijenstein, le maire de l'époque.
Beaucoup d'habitants de Lewedorp travaillent dans la zone portuaire et industrielle voisine, à Vlissingen-Oost (Sloegebied), notamment dans les secteurs pétrochimiques et pharmaceutiques. Un autre employeur important l'usine de frite de la société McCain, située à proximité de l'autoroute A58 et de la voie de chemin de fer.
Un hameau, Graszode, est situé au sud de Lewedorp.

## Galerie

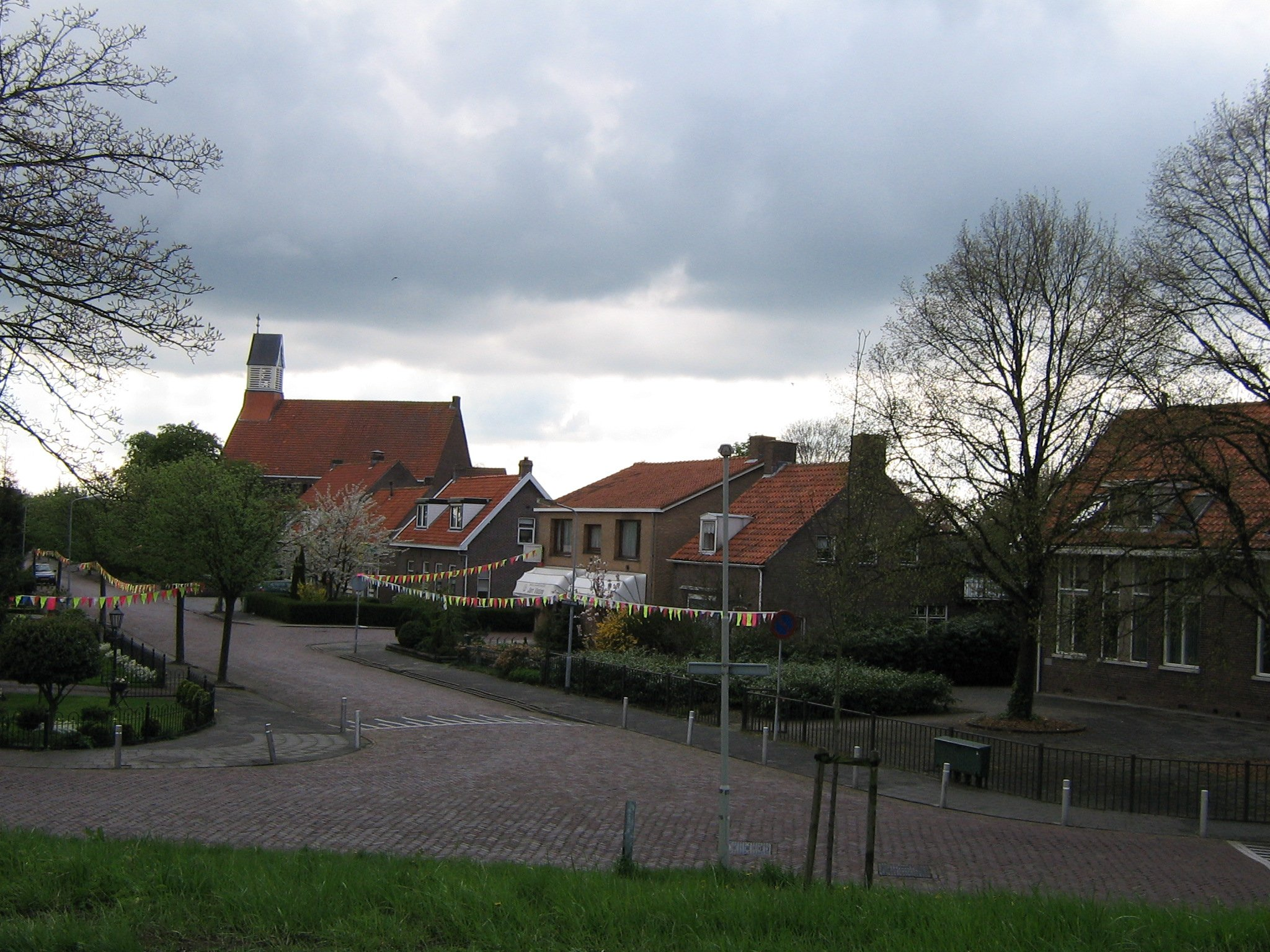
Une rue de Lewedorp.
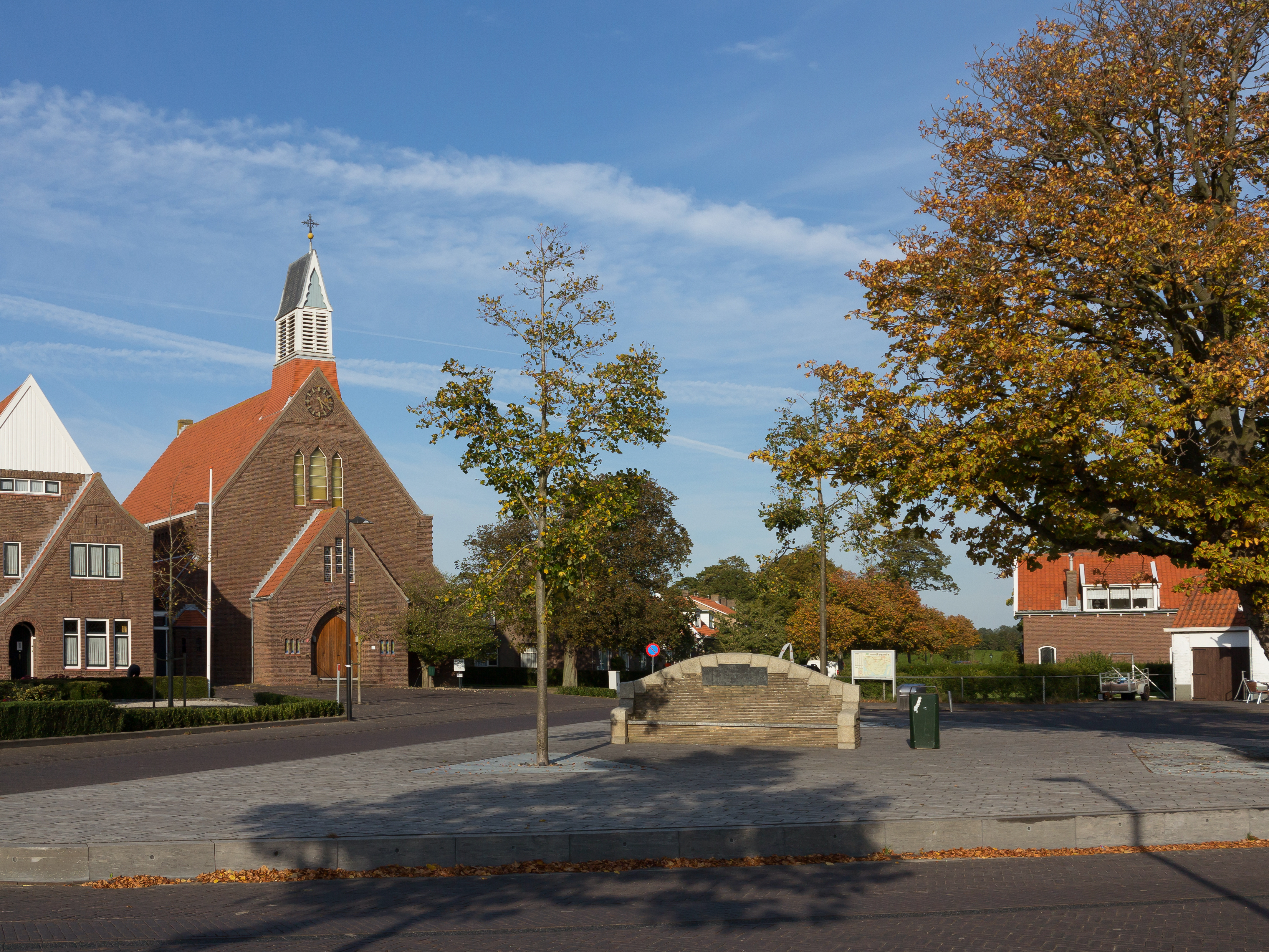
Église catholique à Lewedorp
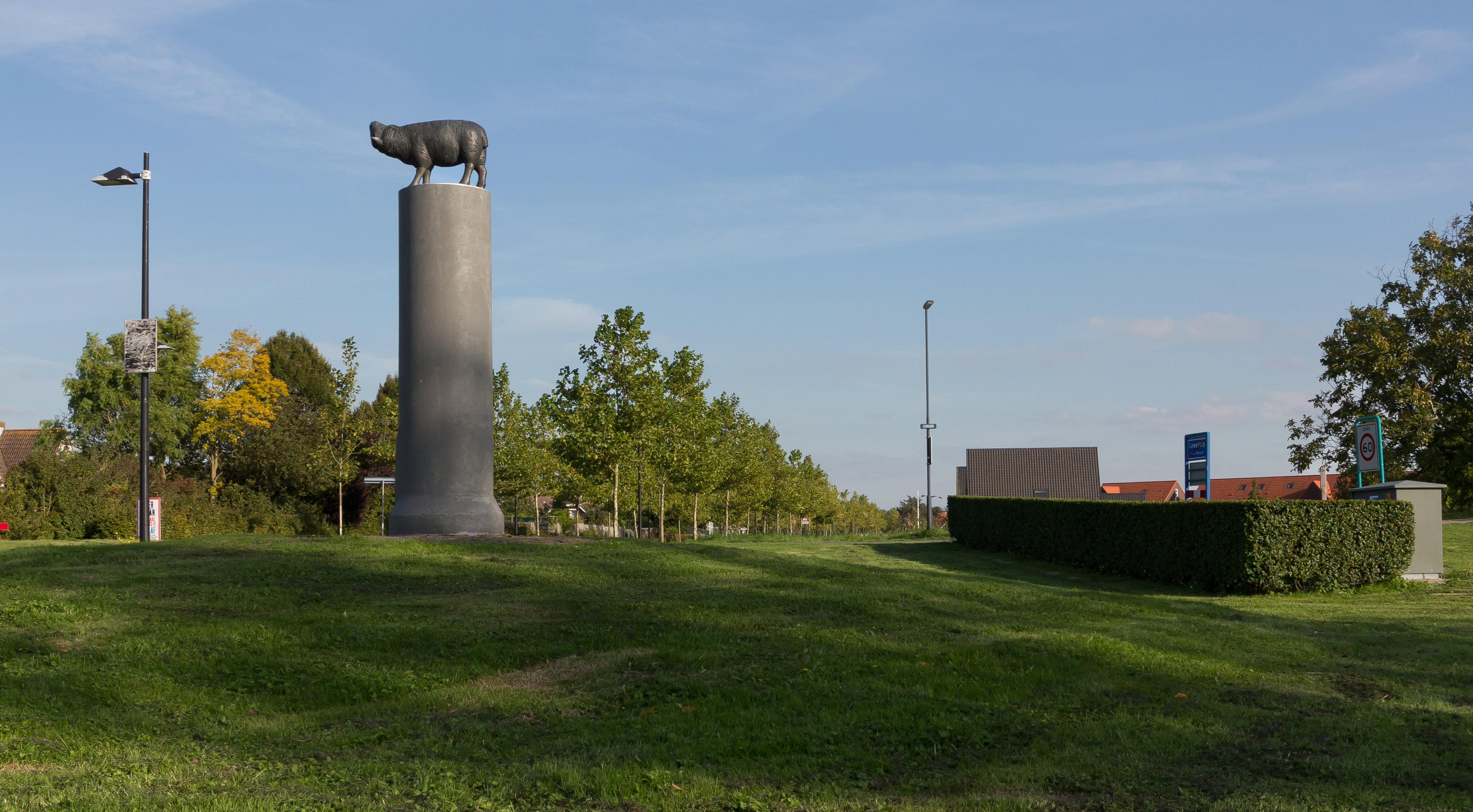
Sculpture
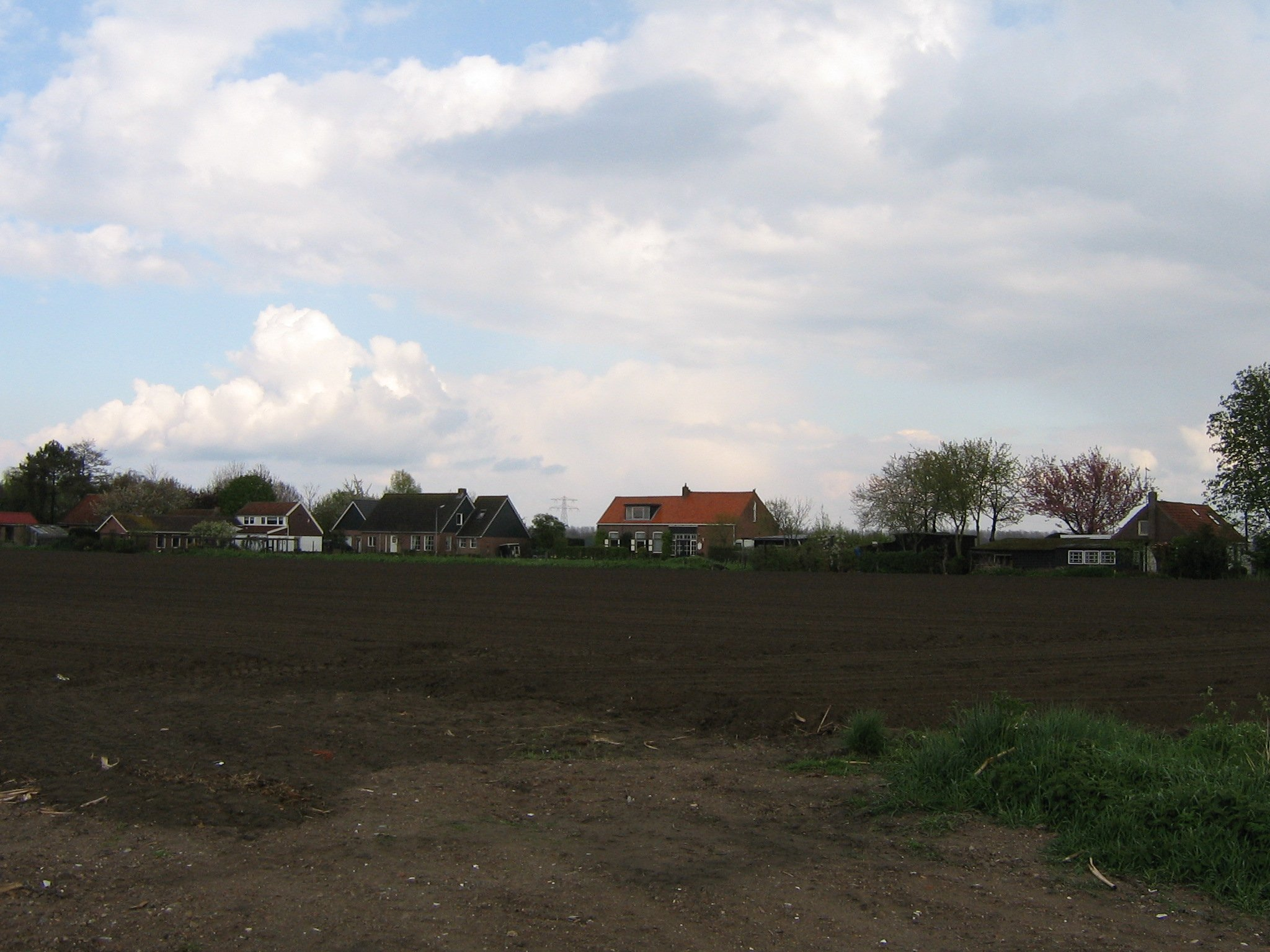
Le hameau de Graszode.

## Source
- (nl) Cet article est partiellement ou en totalité issu de l’article de Wikipédia en néerlandais intitulé « Lewedorp » (voir la liste des auteurs).